# آلاکواس
آلاکواس (به اسپانیایی: Alaquàs) یک شهرستان در اسپانیا است که در Horta Oest واقع شده است.

## خصوصیات
آلاکواس ۳٫۹ کیلومترمربع مساحت و ۳۰٬۲۹۷ نفر جمعیت دارد و ۴۲ متر بالاتر از سطح دریا واقع شده است.